# Дафни (Алабама)
Дафни (енгл. Daphne) град је у америчкој савезној држави Алабама. По попису становништва из 2010. у њему је живело 21.570 становника.

## Демографија
Према попису становништва из 2010. у граду је живело 21.570 становника, што је 4.989 (30,1%) становника више него 2000. године.
| Група             | 2000.          | 2010.          |
| Белци             | 13.982 (84,3%) | 17.715 (82,1%) |
| Афроамериканци    | 2.048 (12,4%)  | 2.536 (11,8%)  |
| Азијати           | 101 (0,6%)     | 334 (1,5%)     |
| Хиспаноамериканци | 254 (1,5%)     | 620 (2,9%)     |
| Укупно            | 16.581         | 21.570         |